# Gwijde IV van Saint-Pol
Gwijde IV van Saint-Pol (overleden op 6 april 1317) was van 1292 tot aan zijn dood graaf van Saint-Pol. Hij behoorde tot het huis Châtillon.

## Levensloop
Gwijde IV was de tweede zoon van graaf Gwijde III van Saint-Pol en Mathilde van Brabant, dochter van hertog Hendrik II van Brabant en weduwe van graaf Robert I van Artesië. Nadat zijn oudere broer Hugo VI na het overlijden van zijn nicht Johanna in 1192 graaf van Blois werd, volgde Gwijde IV hem op als graaf van Saint-Pol.
In 1296 werd Gwijde door koning Filips IV van Frankrijk benoemd tot grootbutler van Frankrijk. In 1302 leidde hij de achterhoede van het Franse leger bij de Guldensporenslag. De achterhoede had nog niet het slagveld bereikt toen bleek dat de Franse troepen verslagen waren, waardoor Gwijde rechtsomkeer maakte. In augustus 1304 vocht hij in de Slag bij Pevelenberg. Gwijde speelde een belangrijke rol bij de Franse overwinning van deze veldslag: zo redde hij onder meer het leven van koning Filips IV van Frankrijk.
Gwijde stierf in april 1317, waarna hij werd bijgezet in de Notre Dame-abdij van Cercamp. 

## Huwelijk en nakomelingen
Gwijde IV huwde op 22 juli 1292 met Maria (1268-1339), dochter van hertog Jan II van Bretagne. Ze kregen acht kinderen:
- Jan (overleden in 1342), graaf van Saint-Pol
- Jacob (overleden in 1365), heer van Ancre
- Mahaut (1293-1358), huwde in 1308 met heer Karel van Valois
- Beatrix, huwde in 1315 met Jan van Dampierre, heer van Crèvecœur
- Isabella (overleden in 1360), huwde in 1311 met heer Willem van Coucy
- Maria (1303-1377), huwde in 1321 met Aymer de Valence, Earl van Pembroke
- Eleonora, huwde met Jan III Malet, heer van Graville
- Johanna, huwde met Miles de Noyers, heer van Maisy

## Voorouders
| Voorouders van Gwijde IV van Saint-Pol (-1317) | Voorouders van Gwijde IV van Saint-Pol (-1317)                             | Voorouders van Gwijde IV van Saint-Pol (-1317)                             | Voorouders van Gwijde IV van Saint-Pol (-1317)                      | Voorouders van Gwijde IV van Saint-Pol (-1317)                      | Voorouders van Gwijde IV van Saint-Pol (-1317)                         | Voorouders van Gwijde IV van Saint-Pol (-1317)                         | Voorouders van Gwijde IV van Saint-Pol (-1317)                      | Voorouders van Gwijde IV van Saint-Pol (-1317)                      |
| ---------------------------------------------- | -------------------------------------------------------------------------- | -------------------------------------------------------------------------- | ------------------------------------------------------------------- | ------------------------------------------------------------------- | ---------------------------------------------------------------------- | ---------------------------------------------------------------------- | ------------------------------------------------------------------- | ------------------------------------------------------------------- |
| Overgrootouders                                | Wouter III van Châtillon (1166-1219) ∞ Elisabeth van Saint-Pol (1179-1240) | Wouter III van Châtillon (1166-1219) ∞ Elisabeth van Saint-Pol (1179-1240) | Wouter II van Avesnes (-1246) ∞ Margaretha van Blois (1170-1230)    | Wouter II van Avesnes (-1246) ∞ Margaretha van Blois (1170-1230)    | Hendrik I van Brabant (1160-1235) ∞ Mathilde van Boulogne (±1161–1210) | Hendrik I van Brabant (1160-1235) ∞ Mathilde van Boulogne (±1161–1210) | Filips van Zwaben (1177-1208) ∞ 1197 Irena Angela (1181-1208)       | Filips van Zwaben (1177-1208) ∞ 1197 Irena Angela (1181-1208)       |
| Grootouders                                    | Hugo V van Saint-Pol (1197-1248) ∞ Maria van Blois (1205-1241)             | Hugo V van Saint-Pol (1197-1248) ∞ Maria van Blois (1205-1241)             | Hugo V van Saint-Pol (1197-1248) ∞ Maria van Blois (1205-1241)      | Hugo V van Saint-Pol (1197-1248) ∞ Maria van Blois (1205-1241)      | Hendrik II van Brabant (1207-1248) ∞ Maria van Zwaben (1201-1235)      | Hendrik II van Brabant (1207-1248) ∞ Maria van Zwaben (1201-1235)      | Hendrik II van Brabant (1207-1248) ∞ Maria van Zwaben (1201-1235)   | Hendrik II van Brabant (1207-1248) ∞ Maria van Zwaben (1201-1235)   |
| Ouders                                         | Gwijde III van Saint-Pol (-1289) ∞ Mathilde van Brabant (1224-1288)        | Gwijde III van Saint-Pol (-1289) ∞ Mathilde van Brabant (1224-1288)        | Gwijde III van Saint-Pol (-1289) ∞ Mathilde van Brabant (1224-1288) | Gwijde III van Saint-Pol (-1289) ∞ Mathilde van Brabant (1224-1288) | Gwijde III van Saint-Pol (-1289) ∞ Mathilde van Brabant (1224-1288)    | Gwijde III van Saint-Pol (-1289) ∞ Mathilde van Brabant (1224-1288)    | Gwijde III van Saint-Pol (-1289) ∞ Mathilde van Brabant (1224-1288) | Gwijde III van Saint-Pol (-1289) ∞ Mathilde van Brabant (1224-1288) |